# Hourquette Médette
Pour les articles homonymes, voir Hourquette.
La hourquette Médette est un col de montagne pédestre des Pyrénées à 2 293 mètres d'altitude, dans le Lavedan, dans le département français des Hautes-Pyrénées en Occitanie.
Elle relie la haute vallée de Campan (Gripp) au nord, au cirque de Cloutou.

## Toponymie
Hourquette est un nom féminin gascon /hurketɵ/, dérivé de hourque « fourche », du latin furca. L'idée de fourche est un passage en « V », en principe plus resserré qu'un col et moins marqué qu'une brèche.
En occitan, médeta signifie « meule ».

## Géographie
La hourquette Médette est située entre le pic de Pène Blanque (2 441 m) au nord-est et le pène Nègre (2 554 m) au sud-ouest. Elle surplombe la station de ski de la Mongie au nord et au sud le lac de Gréziolles (2 113 m), le laquet de Gréziolles (2 119 m) et le Cloutou (2 318 m).

## Protection environnementale
Le col fait partie d'une zone naturelle protégée, classée ZNIEFF de type 1 et de type 2.

## Voies d'accès
Le versant nord-ouest est accessible depuis La Mongie en suivant le sentier du pain de Sucre (2 331 m) ; sur le versant est, depuis le lac de Gréziolles par le GR 10 en provenance du lac de Caderolles (1 988 m).